# 8544 Sigenori
8544 Sigenori este un asteroid din centura principală de asteroizi.

## Descriere
8544 Sigenori este un asteroid din centura principală de asteroizi. A fost descoperit pe 17 decembrie 1993 la Ōizumi de Takao Kobayashi. El prezintă o orbită caracterizată de o semiaxă mare de 2,31 ua, o excentricitate de 0,09 și o înclinație de 1,0° în raport cu ecliptica.